# 34892 Evapalisa
34892 Evapalisa este un asteroid din centura principală de asteroizi.

## Descriere
34892 Evapalisa este un asteroid din centura principală de asteroizi. A fost descoperit pe 15 noiembrie 2001 la Uccle de Henri Debehogne și Eric Walter Elst. Asteroidul prezintă o orbită caracterizată de o semiaxă mare de 2,57 ua, o excentricitate de 0,28 și o înclinație de 5,2° în raport cu ecliptica.